# Casa Vaeza
La Casa Vaeza, también conocida como Casa del Partido Nacional, es el nombre de una propiedad ubicada en Montevideo, la cual fue construida en 1887 pensada como edificio residencial y comercial aunque actualmente funciona como sede central del Partido Nacional. 
El edificio se ubica sobre la calle Juan Carlos Gómez entre las calles Sarandí y Rincón, con frente a la Plaza Matriz en el medio de la Ciudad Vieja. El encargado de la construcción fue el ingeniero Luigi Andreoni autor de varias obras reconocidas en la capital uruguaya. Aunque la Casa Vaeza es utilizada por el Partido Nacional, esta es propiedad del Ministerio de Educación y Cultura. Desde 1986 es Monumento Histórico Nacional.
En total la edificación posee 460 metros cuadrados distribuidos en 19 metros de altura y tres pisos. La arquitectura de su fachada tiene eclécticas líneas con influencias italianas. A principios de 1990 se llevaron a cabo trabajos de restauración en el interior y en el exterior del edificio.